# Сесчорі (комуна)
Сесчорі (рум. Săsciori) — комуна у повіті Алба в Румунії. До складу комуни входять такі села (дані про населення за 2002 рік):
- Думбрава (103 особи)
- Кепилна (893 особи)
- Лаз (422 особи)
- Ломан (604 особи)
- Плеші (132 особи)
- Рекіта (802 особи)
- Себешел (1233 особи)
- Сесчорі (1471 особа) — адміністративний центр комуни
- Тоня (294 особи)

Комуна розташована на відстані 254 км на північний захід від Бухареста, 22 км на південь від Алба-Юлії, 99 км на південь від Клуж-Напоки.

## Населення
За даними перепису населення 2002 року у комуні проживали 5954 особи.
Національний склад населення комуни:
| Національність | Кількість осіб | Відсоток |
| -------------- | -------------- | -------- |
| румуни         | 5937           | 99,7%    |
| угорці         | 9              | 0,2%     |
| цигани         | 5              | 0,1%     |
| українці       | 1              | < 0,1%   |
| німці          | 1              | < 0,1%   |
| італійці       | 1              | < 0,1%   |

Рідною мовою назвали:
| Мова       | Кількість осіб | Відсоток |
| ---------- | -------------- | -------- |
| румунська  | 5946           | 99,9%    |
| угорська   | 6              | 0,1%     |
| українська | 1              | < 0,1%   |
| німецька   | 1              | < 0,1%   |

Склад населення комуни за віросповіданням:
| Релігія                                       | Кількість осіб | Відсоток |
| --------------------------------------------- | -------------- | -------- |
| православні                                   | 5590           | 93,9%    |
| п'ятдесятники                                 | 288            | 4,8%     |
| баптисти                                      | 7              | 0,1%     |
| бретрени                                      | 6              | 0,1%     |
| греко-католики                                | 2              | < 0,1%   |
| лютерани (Синодально-пресвітеріанська церква) | 2              | < 0,1%   |
| римо-католики                                 | 1              | < 0,1%   |
| унітарії                                      | 1              | < 0,1%   |
| не вказали релігію                            | 12             | 0,2%     |